# 라이너 크니치아

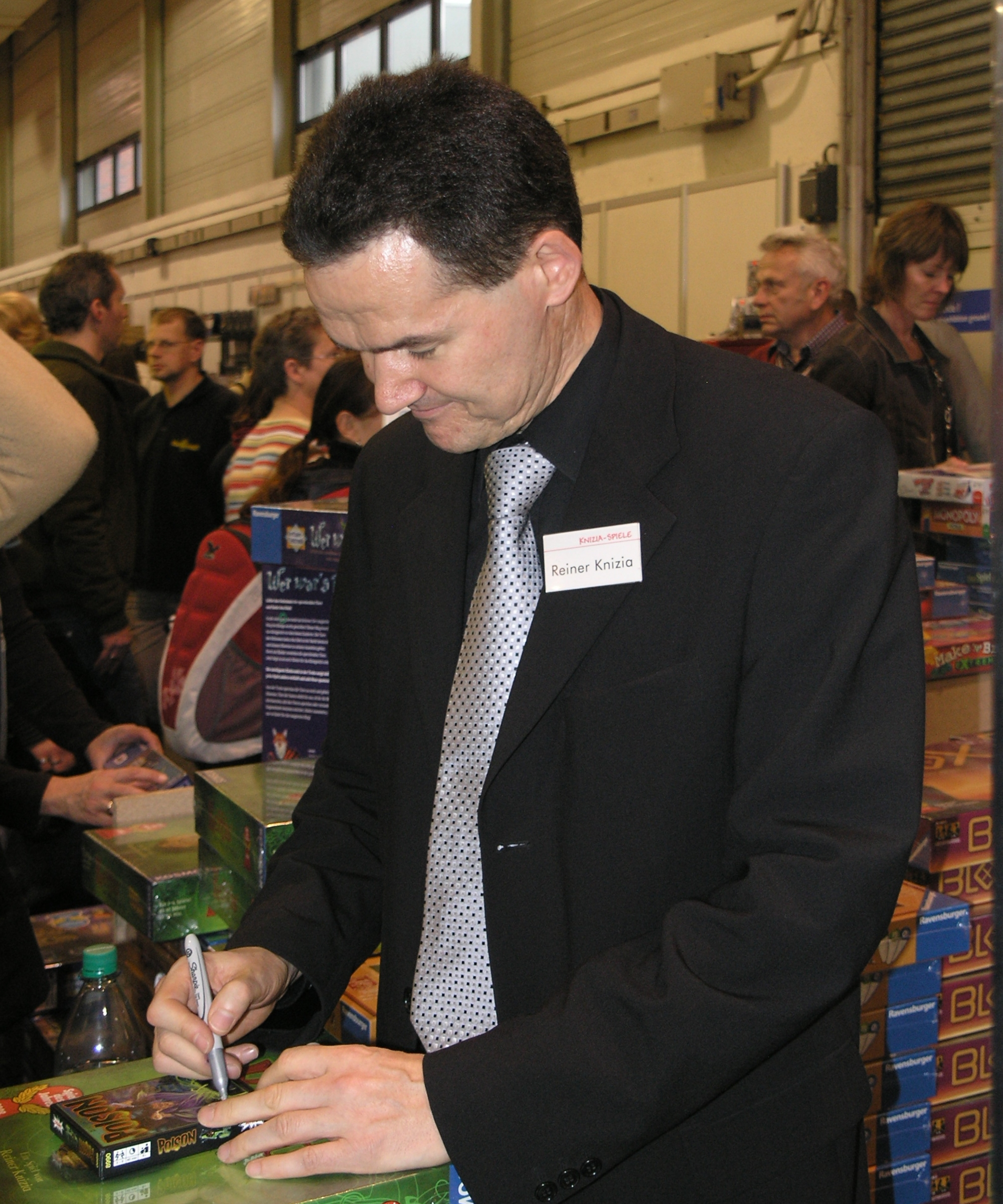
2008년 국제 게임의 날 행사 당시의 크니치아

라이너 크니치아(독일어: Reiner Knizia, 1957년 11월 16일 ~ )는 독일의 보드 게임 디자이너이다. 국내에서는 사무라이 (보드 게임)이나 꼬꼬미노의 개발자로 잘 알려져 있다.

## 출시게임
- 인디고 (보드 게임)
- 사무라이
- 꼬꼬미노